# Destiny (personaggio)
Destiny, il cui vero nome è Irene Adler, è un personaggio dei fumetti creato da Chris Claremont (testi) e John Byrne (testi e disegni), pubblicato dalla Marvel Comics. Apparsa per la prima volta in Uncanny X-Men (vol. 1) n. 141 (gennaio 1981), durante la saga Giorni di un futuro passato, è stata la compagna della mutaforma Mystica. Benché tale relazione sia stata a lungo ostacolata dal Comics Code Authority, che impediva la rappresentazione esplicita di personaggi gay o bisessuali, nel corso della sua storia editoriale numerose situazioni e personaggi lo hanno lasciato intendere. Solo anni dopo la loro relazione è stata resa pubblica. Il vero nome del personaggio è una citazione dell'omonima Irene Adler della saga di Sherlock Holmes.

## Biografia del personaggio

### Origini
Nata a Salisburgo, in Austria, prima dell'inizio del ventesimo secolo, Irene sviluppò i propri poteri durante l'adolescenza ed a causa delle scarse informazione che circolavano all'epoca riguardo ai mutanti non seppe spiegarsi in alcun modo le visioni che costellavano la sua mente. Sconvolta, riportò tutto ciò in tredici volumi riguardanti gli ultimi decenni del ventesimo e i primi del ventunesimo secolo ed al termine di questa estenuante impresa perse la vista e divenne preda di alcune tormentose e inspiegabili visioni sul futuro. Nella speranza di comprendere il significato dei volumi si recò da Mystica, la quale in quel periodo lavorava come detective, e presto le due strinsero una forte amicizia trasformatasi poi in amore. Prefiggendosi come scopo quello di svelare il significato dei diari di Irene ed impedire che il loro nefasto contenuto si avverasse, le due cominciarono a tessere una fitta trama di relazioni sociali, politiche ed economiche. Intorno al 1946, assieme al Dr. Milbury (in realtà Sinistro), Alexander Ryking (padre di Carter Ryking), Brian Xavier (padre di Charles), Kurt Marko (padre del Fenomeno) e Amanda Mueller, partecipò allo sviluppo del Progetto: Grembo Nero. Apparentemente finalizzato allo studio delle mutazioni ma che segretamente avrebbe permesso a Sinistro il raggiungimento della vita eterna tramite la clonazione e l'innesto del suo DNA nei figli dei suoi collaboratori. Molto anni dopo, assieme a Mystica adottò Rogue.

### Morte
Reclutati un gruppo di mutanti con cui condivisero le loro idee, lei e Mystica si posero alla guida della seconda incarnazione della Confraternita dei mutanti. Con l'obiettivo di uccidere il senatore Kelly irrupperro in una aula del senato ma vennero però fermati dagli X-Men e rinchiusi a Ryker's Island, da dove evasero non molto tempo dopo per poi essere nuovamente catturati dai Vendicatori e Donna Ragno. In questo periodo predisse a Mystica che un giorno Rogue l'avrebbe abbandonata.
In cambio del condono per i loro reati, i membri della Confraternita decisero di servire il governo sotto il nome di Freedom Force. Utilizzata soprattutto come membro di supporto nelle missioni, Destiny predisse la morte degli X-Men nell'evento ricordato come Caduta dei Mutanti. Nel tentativo di fermare Legione (controllato dal Re delle Ombre) sull'isola Muir, perì per sua mano predicendo tuttavia a Mystica che si sarebbe innamorata di Forge e l'avrebbe dimenticata. Addolorata per la perdita dell'amata, la mutaforma ne disperse le ceneri in mare.

## Poteri e abilità
La mutazione di Destiny le consentiva di prevedere gli eventi futuri, interpretarli e di conseguenza manipolare il presente per farli o meno accadere. La mutazione compensava la sua cecità, poiché riusciva a vedere con esattezza ciò che sarebbe accaduto di lì a poco. L'accuratezza delle sue visioni era direttamente proporzionale alla distanza temporale del loro contenuto.
In aggiunta alle sue abilità, portava sempre con sé una piccola balestra che le permetteva di difendersi.

## Altri media
Destiny appare in un paio di episodi nella serie animata X-Men: Evolution, dove viene presentata come la migliore amica di Mystica (sebbene il charcter designer e scrittore della serie Steven Gordon abbia affermato sul suo blog che era sua intenzione farle apparire come una coppia) e vera madre legale di Rogue. In questa sua rappresentazione non indossa un costume né fa parte della Confraternita.